# Hala Górowa

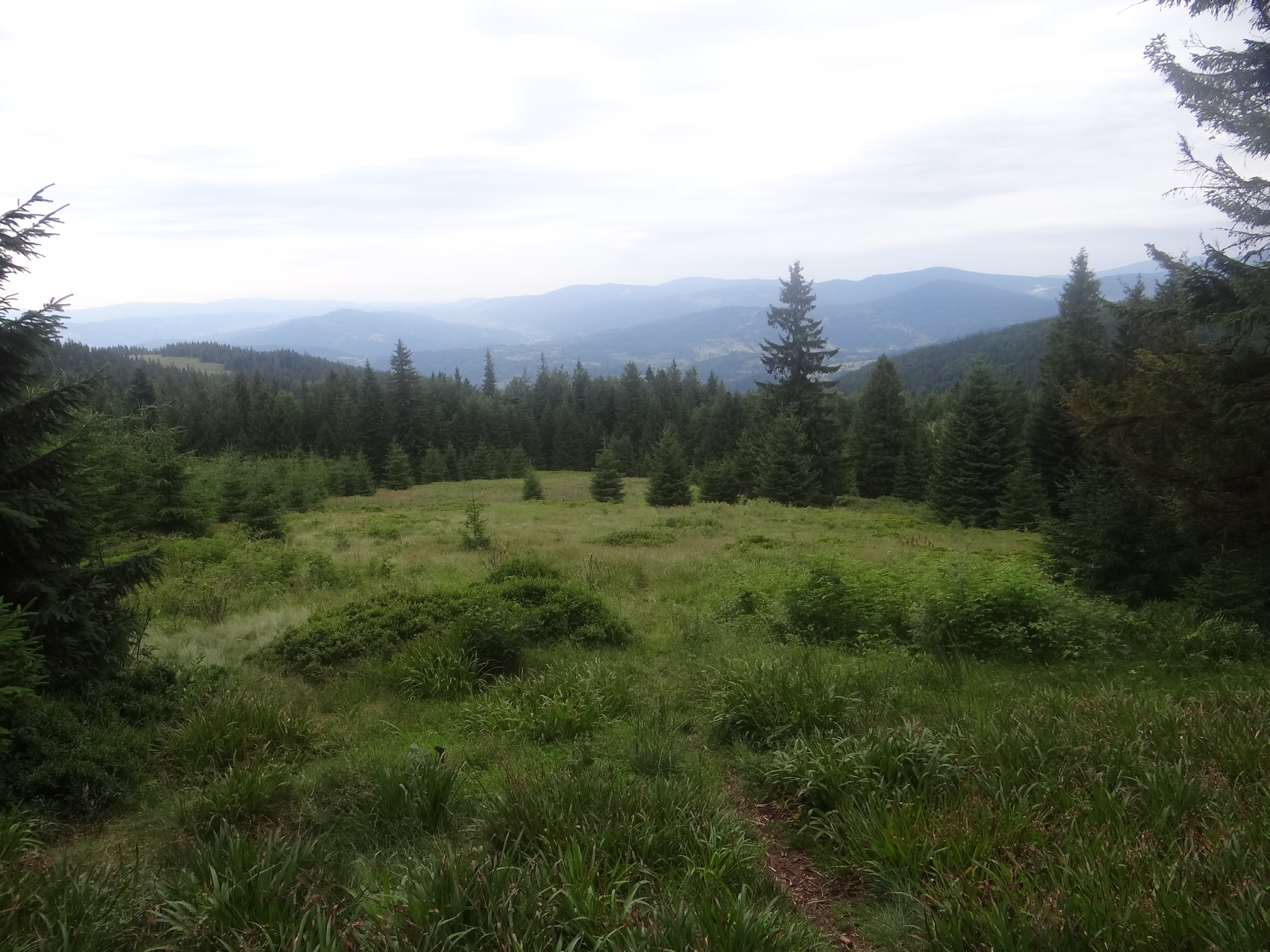

Hala Górowa – rozległa, nieco rozczłonkowana polana w Grupie Pilska w Beskidzie Żywiecko-Orawskim, administracyjnie w granicach wsi Korbielów w województwie śląskim, w powiecie żywieckim, w gminie Jeleśnia.
Polana położona jest w grzbiecie odchodzącym na północ od szczytu Pilska, na wschodnich zboczach szczytu Góra Hunców, opadających ku północnemu wschodowi, do dolinki potoku Buczynka. Jej górny kraniec sięga prawie po wspomniany grzbiet (blisko 1180 m n.p.m.) i graniczy z położoną po zachodniej stronie grzbietu Halą Jodłowcową.
Od zamierzchłych czasów była ośrodkiem szałaśniczym, na którym wypasali swe owce górale z Krzyżowej. Jak jednak wynika z badań, prowadzonych tu przez Ludomira Sawickiego, w 1914 r. nie pasiono tu już wcale owiec, a jedynie 43 krowy. W latach międzywojennych (od 1929 do 1939) polany dzierżawione były przez Małopolskie Towarzystwo Rolnicze, które prowadziło tu wzorcowe górskie gospodarstwo hodowlane.
Obecnie w sezonie letnim, w oparciu o zaadaptowany stary szałas pasterski, funkcjonuje tu studencka baza namiotowa, prowadzona przez Studenckie Koło Przewodników Beskidzkich z Katowic.